# しろつく
『しろつく』は、ケイブにより開発・運営されていたソーシャルゲーム。

## 概要
ゲームジャンルはミニスケープ（箱庭ゲーム）と呼ばれる都市経営シミュレーションゲーム。位置ゲーというジャンルにも含まれる。プレイヤーは戦国時代の城主となり、城下町を運営、育成していくことを主目的としている。2010年2月4日に携帯電話ゲームとしてモバゲータウンにて配信開始、その後同年6月29日よりGREE、10月にはパソコン版としてYahoo!モバゲー、11月8日にmixiにて配信が開始された。2011年5月時点で参加者が300万人を超えたことが同社のホームページで発表されている。
また2011年10月に世界をテーマとしたくにつく がGREEで配信された。同社のホームページ、及びサイト内クレジットによると企画・ディレクション・プロデュースは古川雄樹、メインプログラマーは黒澤幸生。
2017年4月28日、開始から7年2ヶ月にわたるサービス提供を終了した。

## ゲームの流れ・特徴
プレイヤーは戦国時代の「城主」となり城下の土地に建物を建築し、人口(食料)、商業、生産の3要素からなる国力を増加させる。
また、国力を成長させるだけでなく、建物の配置、彩りなどプレイヤーが工夫を凝らして独自色を発揮した城を他のプレイヤーに「見せる」楽しみも加味されている。この見せ要素へのモチベーションを高めるためのコンテストも開催されている。また、ゲーム中に入手した武将カードを用いて合戦・山賊討伐・探索などを行うこともできる。

## 位置
本作の大きな特徴として、GPS機能による位置登録システムが導入されている。この機能によりプレイヤーは現実での移動距離に応じて収入を得、併せて位置登録した場所に対応した手形、特産品やそれに付随する建物を獲得し、それによって新たな建物が解禁される。
この実際に出かけることで新たな発見があるシステムから、サブタイトルは『おでかけが楽しくなる』となっている。従ってゲーム中のイベント、キャンペーンなども実際に各地に訪問して位置登録を行うものも多い。
フルコンプ達成には本土のみならず島嶼などにも赴く必要があり、非常に難易度が高い。

## 盟友
ゲーム内で他のプレイヤーと盟友になれる。プレイヤーは自分が現在建築できない位置情報建物があっても、盟友が建築可能であれば、プレイヤーも解禁される。

## 受賞歴等
GREE Platform Award 2010 特別賞

## 関連書籍
- 『しろつく公式ガイドブック』PHP研究所 ISBN 978-4-569-79301-6
- 『しろつく公式ファンブック』CAVE CO., LTD. ISBN 978-4-990-58330-9
- 『しろつく公式グッズ完全ガイド』シンコーミュージック・エンタテイメント ISBN 978-4-401-63607-5
- 『マジキュー4コマ しろつく』エンターブレイン ISBN 978-4-047-27855-4
- 『しろつく 姫奈のゆるゆる漫遊記』集英社スーパーダッシュ文庫 ISBN 978-4-086-30627-0

## TCG
- 『しろCA カードゲームシリーズ 第2弾しろつく』ケイブ発売